# Exosome

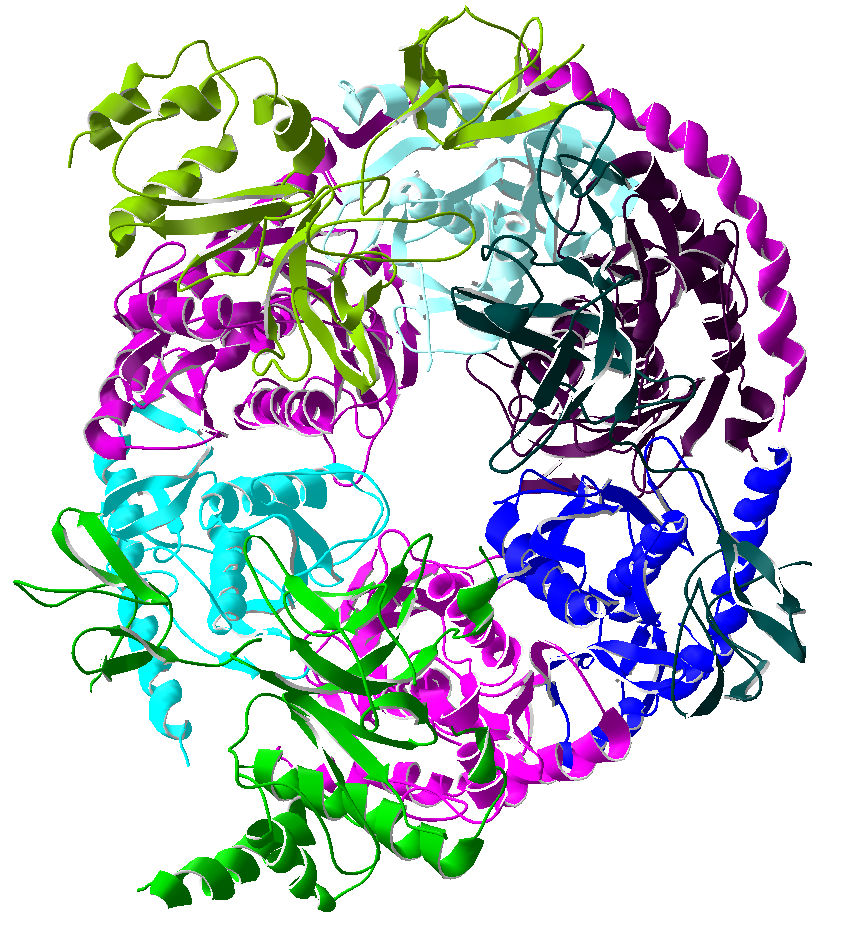
Représentation schématisée de l'exosome humain.

Pour les articles homonymes, voir Exosome (homonymie).
L'exosome est un complexe protéique capable de dégrader les différents types de molécules d'ARN (acide ribonucléique). 
On le trouve à la fois dans les cellules eucaryotes et les archées, tandis que les bactéries ont un simple complexe appelé dégradosome qui exécute des fonctions similaires. 
Le cœur du complexe est une vésicule membranaire de 60-80 nm de diamètre, structure circulaire formée de six protéines sur lesquelles viennent se fixer d'autres protéines. 

Dans les cellules eucaryotes, l'exosome est présent dans le cytoplasme, le noyau et en particulier le nucléole. Différentes protéines entrent en interaction avec le complexe dans ces différents compartiments afin de réguler l'activité de dégradation de l'exosome sur des substrats spécifiques à ces compartiments cellulaires. Les substrats de l'exosome comprennent l'ARN messager, l'ARN ribosomique, ARN non codant, transcrits en fin de vie et de nombreuses espèces de petits ARN. L'exosome intervient aussi dans le Nonsense mediated decay ou NMD, un mécanisme de contrôle qualité qui assure la dégradation des ARNm comportant des codons stop prématurés.
La dégradation se fait essentiellement par coupure exonucléolytique, ce qui signifie que l'exosome hydrolyse la chaîne d'ARN à partir d'une extrémité (l'extrémité 3' dans ce cas), plutôt que de cliver l'ARN à des sites internes. 
Même si aucune relation de causalité entre le complexe et une maladie n'est connue, plusieurs protéines du complexe de l'exosome sont la cible d'anticorps spécifiques chez des patients atteints de maladies auto-immunes (notamment la scléromyosite) et certains médicaments utilisés dans les chimiothérapies anticancéreuses agissent en bloquant l'activité de ce complexe.
Les exosomes de cellules dendritiques (CDs, qui sont les seules cellules présentatrices d’antigènes capables d’activer les lymphocytes T naïfs ; étape indispensable à l’initiation des réponses immunitaires) suscitent de fortes réponses immunitaires anti-tumorales chez la Souris, et parfois le rejet total et durable de tumeurs établies.

## Découverte
L'exosome a été découvert pour la première fois comme ribonucléase (RNase) en 1997, sur des cultures de levures de Saccharomyces cerevisiae, un organisme souvent utilisé comme modèle. Peu de temps après, en 1999, on s'est aperçu que l'exosome était en fait l'équivalent chez la levure d'un complexe déjà découvert dans les cellules humaines, appelé le PM/Scl complex, qui avait été identifié comme un autoantigène chez des patients atteints de certaines maladies auto-immunes quelques années plus tôt (voir ci-dessous). La purification de cette substance a permis l'identification de la plupart des protéines de l'exosome humain et, finalement, la caractérisation de tous les composants du complexe,. En 2001, la quantité croissante de données génétiques devenues disponibles ont permis de prévoir l'existence de ces protéines chez les Archaea, mais il faudra encore deux ans avant que le premier exosome d'archaea soit purifié,. 

## Structure

### Protéines du cœur

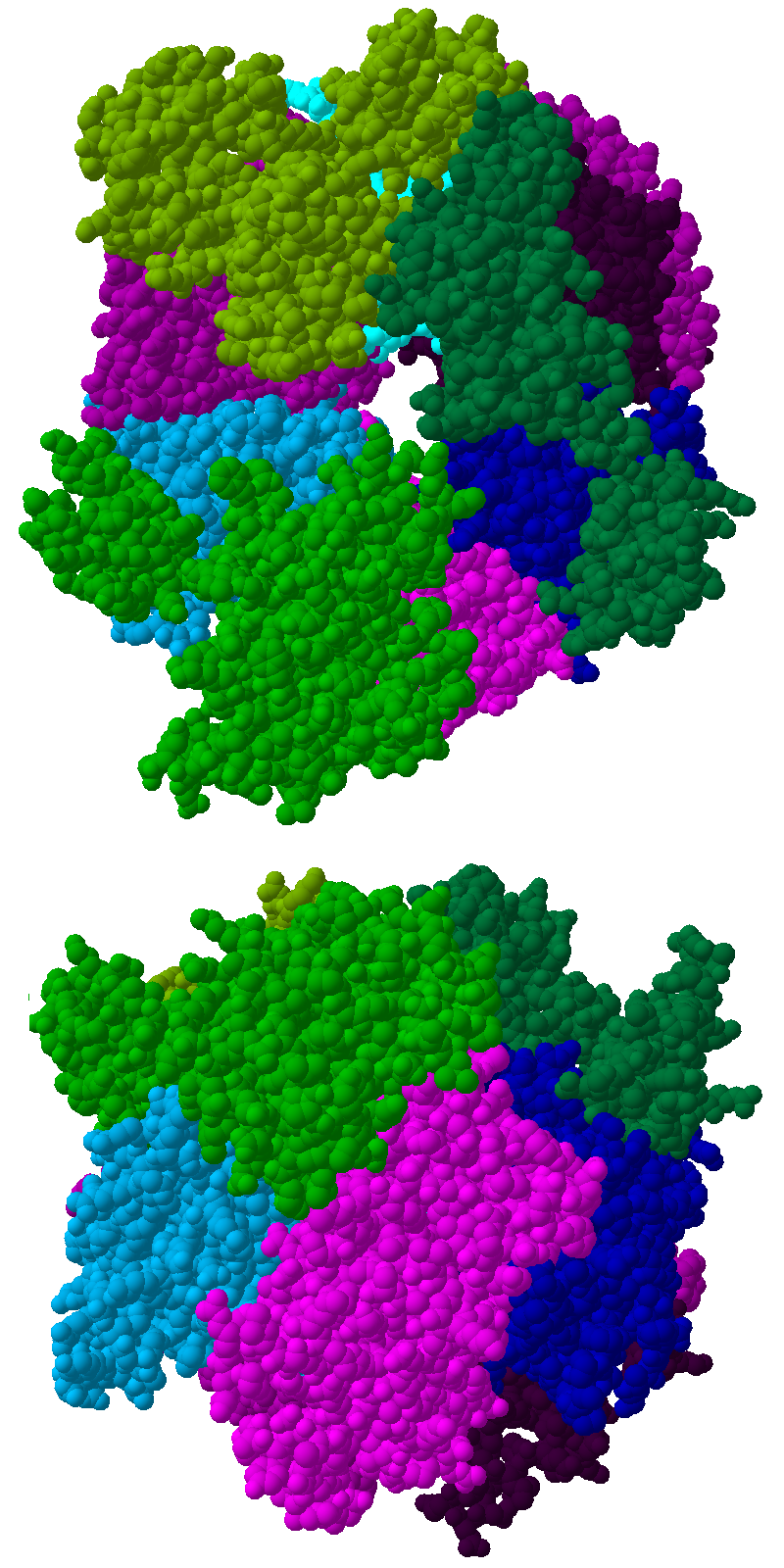
Vue de dessus (en haut)et de côté (en bas) de la structure cristalline d'un exosome humain. Voir la liste des sous unités plus bas

Le cœur du complexe a une structure d'anneau composé de six des protéines qui appartiennent toutes à la même classe de ribonucléases, les RNases PH. Chez les Archaea, on trouve deux protéines RNases PH (appelées Rrp41 et Rrp42) présentes trois fois en alternance dans le cœur. Chez les Eucaryotes, on en trouve six différentes pour former la structure en anneau,.  Sur ces six protéines des Eucaryotes, trois ressemblent à la protéine Rrp41 et les trois autres sont plus proches de la protéine Rrp42 des Archaea. 
Sur le dessus de cet anneau se situent trois protéines qui ont un domaine de liaison à l'ARN (RNA binding domain ou RBD) de type S1. Deux de ces protéines ont, en outre, un domaine analogue à la protéine K (K-homology ou KH). Chez les Eucaryotes, les trois protéines liées à l'anneau sont différentes tandis que chez les Archaea, il n'y a qu'un ou deux types de protéines faisant partie de l'exosome même s'il y a toujours trois protéines jointes au complexe.

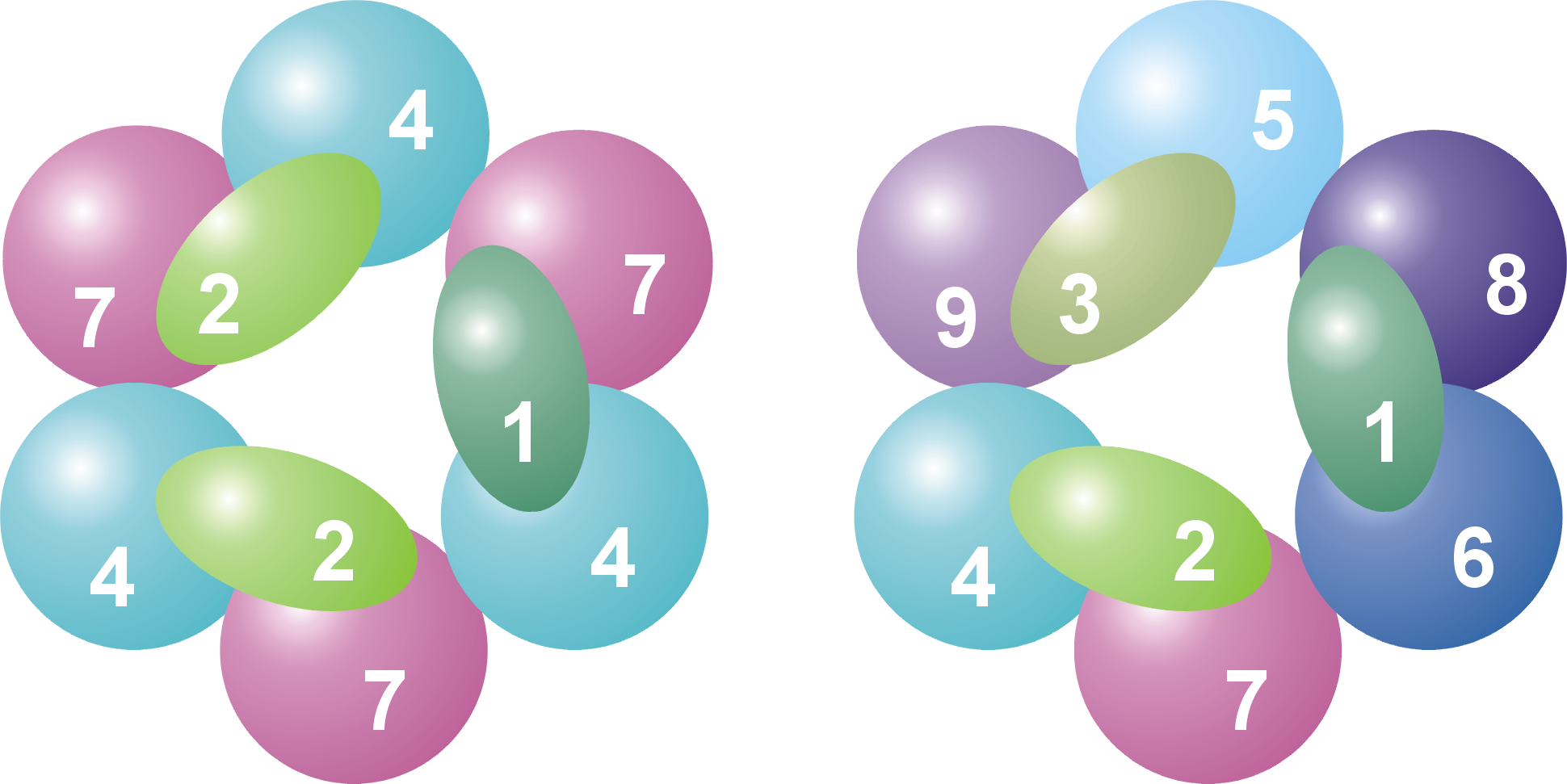
Sous-unités et organisation des exosomes des Archaea (à gauche) et des Eucaryotes (à droite). Les protéines différentes portent un numéro différent ce qui permet de constater que les exosomes des Archaea possèdent 4 protéines différentes tandis que les exosomes des Eucaryotes en ont neuf. Voir la liste des protéines ci-dessous.